# 洪山坡街道
洪山坡街道原是中国山东省青岛市市北区下辖的一个街道，现已拆分。

## 行政区划
洪山坡街道下辖延兴路社区、福州路社区、合肥路社区、浮山后一小区社区、桦川路社区。